# Raghunath Murmu

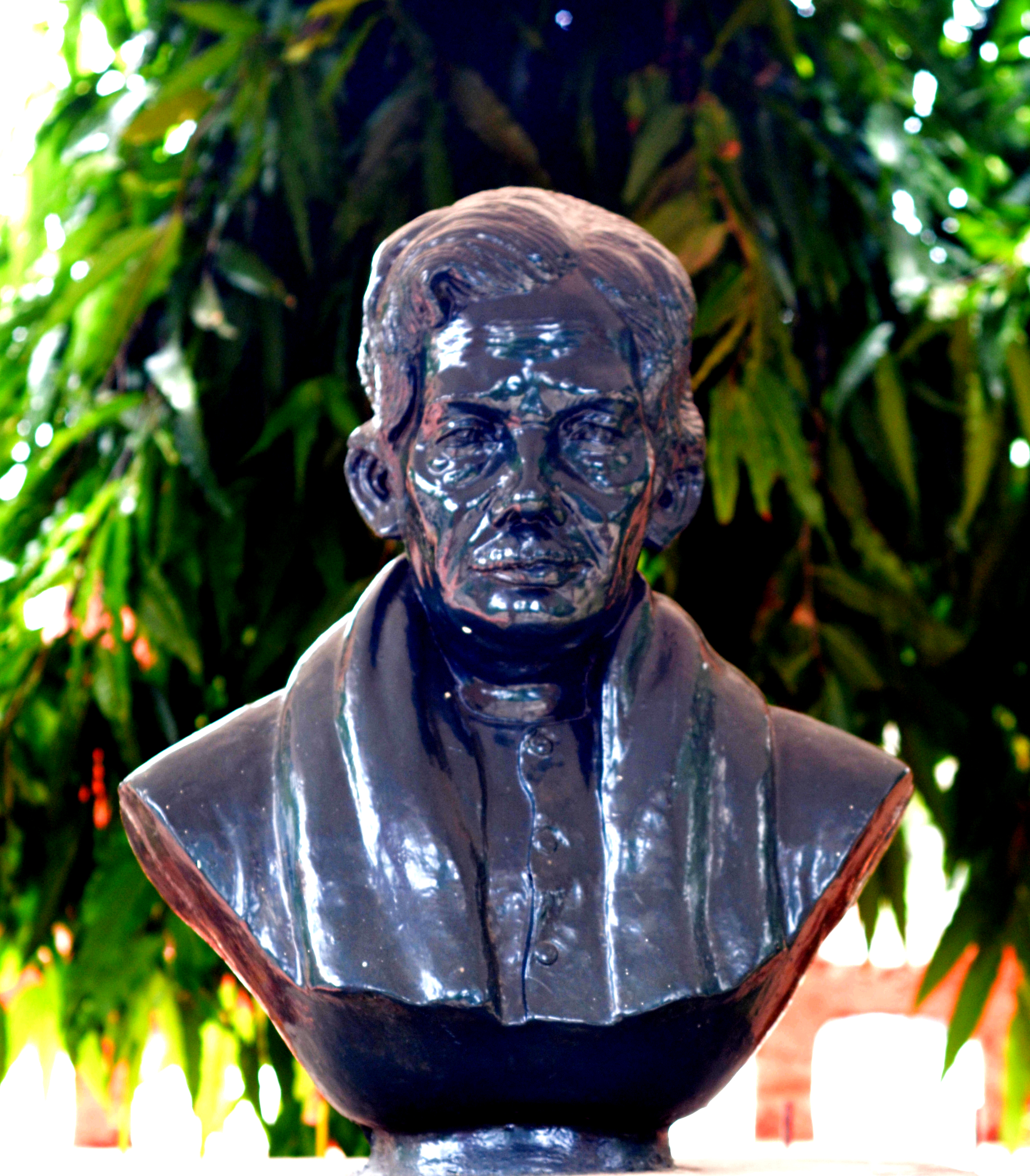

Pandit Raghunath Murmu (ᱯᱚᱸᱰᱮᱛ ᱨᱟᱹᱜᱷᱩᱱᱟᱛ ᱢᱩᱨᱢᱩ, Dandbose, 5 de mayo de 1905-1 de febrero de 1982) fue un escritor indio inventor en 1925 del sistema de escritura ol chiki para el idioma santali.
Su cumpleaños se celebra como homenaje en Odisha desde 2016.